# Ichwán

Vlajka Ichwánu

Ichwán (arabsky الإخوان, Bratři) čili Bratrstvo bylo ozbrojené wahhábistické hnutí v Saúdské Arábii.
O založení Ichwánu v letech 1911/1912 koluje mnoho legend. Oficiální historiografie Saúdské Arábie je připisuje zakladateli státu Abd al-Azízovi ibn Saúdovi. Prý hnutí vytvořil, aby obnovil wahhábismus. Přijímáním členů z různých kmenů měl být neutralizován kmenový partikularismus, který bránil nastolení moderního státu. Účelem prý bylo také beduíny trvale usadit v oázách, aby bylo možné snadněji verbovat vojáky pro boj proti jiným kmenům, a tím rozšířit království.
Existují však také důkazy, že Ibn Saúd pouze posílil již existující hnutí. V tomto hnutí se mladí beduíni usazovali v náboženských komunitních osadách, hudžarech, kde je školili wahhábističtí náboženští učenci. Beduíni se tak stávali fanatickými náboženskými bojovníky, a protože měli málo zkušeností se zemědělstvím, rádi poslechli výzvy wahhábistických kazatelů k vojenskému džihádu, aby osvobodili Arabský poloostrov od nemuslimů a těch muslimů, kteří nebyli přísně náboženští. Kazatelé především zdůrazňovali, že podle slibu v Koránu ti, kteří padnou během džihádu, půjdou okamžitě do ráje.

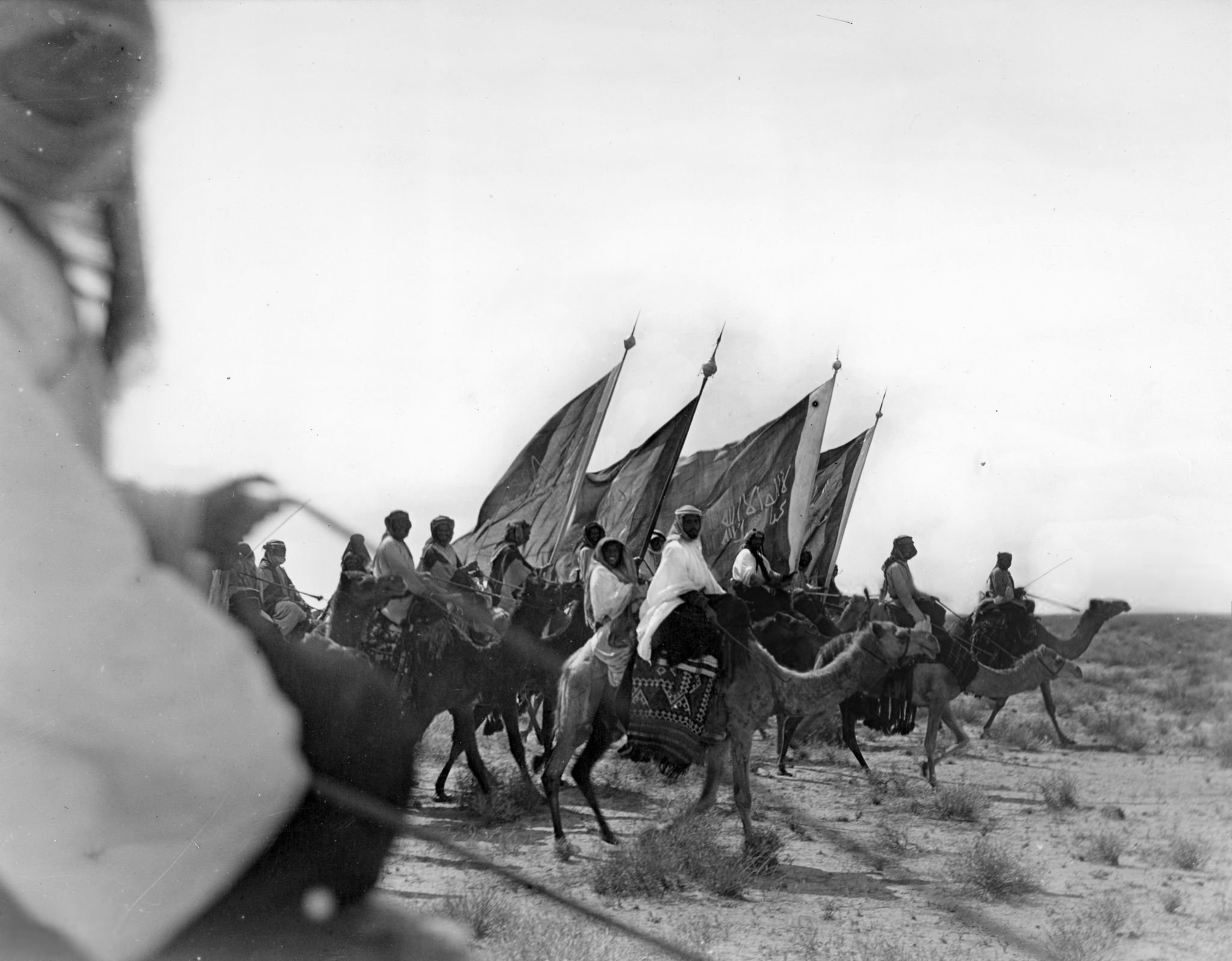
Jezdci na velbloudech – kavalérie Ichwánu

I když ichwánské jednotky hrály mimořádnou roli v podmanění si beduínských kmenů a ve válce proti Husajnovi al-Hášimímu, staly se pak samy problémem kvůli svému fanatismu a konzervativním názorům. Ibn Saúd nesplnil jejich požadavky, aby byli odměněni za válečné úsilí pozemkovými právy v dobyté oblasti. Když poté Ichwán zahájil útoky na kmeny v Kuvajtu a Iráku, což vedlo k mezinárodnímu napětí, započal Ibn Saúd proti Ichwánu vojenské tažení a s pomocí britských dodávek vojenského materiálu ho roku 1929 porazil.